# Gare de Woincourt
La gare de Woincourt est une gare ferroviaire française fermée de la ligne d'Abbeville à Eu, située sur le territoire de la commune de Woincourt, dans le département de la Somme, en région Hauts-de-France.
C'était une halte ferroviaire de la Société nationale des chemins de fer français (SNCF), desservie par des trains TER Hauts-de-France jusqu'à la fermeture de la ligne en 2018.

## Situation ferroviaire
Établie à 114 mètres d'altitude, la gare de Woincourt est située au point kilométrique (PK) 200,530 de la ligne d'Abbeville à Eu (fermée), entre la gare fermée de Feuquières - Fressenneville et celle ouverte d'Eu.

## Histoire
La ligne d'Abbeville à Eu est mise en service le 4 décembre 1882.
En 1921 et 1922, la Société générale des chemins de fer économiques (SE) met en service une ligne de chemin de fer secondaire, à écartement normal, d'une longueur de 14 km, reliant Woincourt à Phare d'Onival en passant par Escarbotin, Saint-Quentin-Lamotte et Ault. La fermeture et le transfert sur la route ont eu lieu en 1939, pour les 1 km de voie entre Ault et Phare d'Onival, et en 1946, pour l'ensemble de la ligne.
En mai 2018, la ligne d'Abbeville à Eu est fermée ; le trafic ferroviaire est remplacé par une substitution routière.